# Silence (canción de Gigi D'Agostino)
«Silence» es un sencillo de Gigi D'Agostino del EP Silence E.P.: Underconstruction 1 (2003). La canción da nombre también al EP Underconstruction 2: Silence Remix (2004). En el álbum L'amour toujours II está contenida una versión llamada «Silence (To Comprehend the Conditioning)», pero aquella más famosa y utilizada en el vídeo oficial es la versión Vision 4. Existe una versión en lengua portuguesa llamada «Vai ser amor» de Luigi Mangini.

## El vídeo
El vídeo es un dibujo animado que se abre con un niño en vuelo. Luego la escena pasa en el Far West, Silenceville, donde Gigi D'Agostino se regresa a registrar una serie de escenas de duelo cada vez más desastrosas.

## Pistas
Sencillo en CD
1. «Silence» (Vision 2) 6:15
2. «Silence» (Vision 3) 10:09
3. «Silence» (Vision 4) 3:38
4. «Silence» (Vision 5) 3:38

Promo CD
1. «Silence» (Radio Edit) 4:06
2. «Silence» (Club Edit) 3:21
3. «Silence» (Club Mix) 6:23

Vinilo
- A1 «Silence» (Vision 6) 5:36
- A2 «Paura e Nobilta» (Pensando ballando Mix) 6:52
- B1 «Complex» (Vision 5) 8:14

Maxi sencillo
1. «Silence» (Vídeo Mix) 3:38
2. «Silence» (Club Edit) 3:19
3. «Silence» (Original Radio) 3:38
4. «Silence» (Club Mix) 6:23
5. «Silence» (Vision 2 Mix) 6:15

- Datos: Q3960480